# Подгуже (Подляское воеводство)
Подгуже (пол. Podgórze) — деревня в Ломжинском повете Подляского воеводства Польши. Входит в состав гмины Ломжа. По данным переписи 2011 года, в деревне проживало 588 человек.

## География
Деревня расположена на северо-востоке Польши, к югу от реки Нарев, на расстоянии приблизительно 9 километров к юго-востоку от города Ломжа, административного центра повета. Абсолютная высота — 132 метра над уровнем моря. Через Подгуже проходит национальная автодорога 63.

## История
Деревня начинает упоминаться в письменных источниках с 1240 года. Согласно «Списку населенных мест Ломжинской губернии», в 1906 году в деревне Подгурже проживало 490 человек (256 мужчин и 234 женщины). В конфессиональном отношении всё население деревни исповедовало католицизм. В административном отношении деревня входила в состав гмины Куписки Ломжинского уезда.
В период с 1975 по 1998 годы деревня являлась частью Ломжинского воеводства.